# Protocolo de segurança
Na informática,  um protocolo de segurança (protocolo criptográfico, protocolo de criptografia ou protocolo criptografado), é um protocolo abstrato ou concreto que realiza uma função de segurança relacionada e aplica métodos de criptografia. Um protocolo descreve como os algoritmos devem ser usados. Um protocolo suficientemente detalhado inclui detalhes sobre estruturas e representações de dados, e em que ponto ele pode ser usado para implementar várias versões e operações de um programa.
Protocolos de criptografia são protocolos de comunicação que são projetados para fornecer garantias de segurança de vários tipos, utilizando mecanismos de criptografia. Garantias clássicas incluem a confidencialidade, integridade de mensagem, e pesquisas mais recentes incluem garantias de anonimato. O termo "protocolo" é usado em um sentido amplo, para incluir combinações off-line como a criptografia de mensagens de correio eletrônico.
Protocolos de criptografia são amplamente utilizados para o transporte de dados em aplicativos de segurança. Um protocolo criptográfico geralmente incorpora, pelo menos, alguns desses aspectos:
- Estabelecimento de chaves
- Autenticação das entidades
- Encriptação simétrica e mensagem de autenticação
- Transporte de dados seguros no nível da aplicação
- Mecanismo para garantia da irretratabilidade
- Mecanismo para compartilhamento de chaves

Por exemplo, Transport Layer Security (TLS) é um protocolo de criptografia que é usada para proteção da internet, conexões (HTTP/HTTPS). O protocolo TLS tem um mecanismo de autenticação de uma entidade, com base no sistema X.509, uma fase de instalação de chave, em que a chave de criptografia simétrica é formada utilizando a criptografia de chave pública, e uma função de transporte de dados em aplicativos de segurança. Esses três aspectos têm interconexões importantes. O Padrão TLS não tem suporte de não-repúdio.
Existem outros tipos de protocolos de criptografia, e até mesmo o próprio termo tem várias leituras, protocolos de aplicação de criptografia usam frequentemente um ou mais método de acordo de chaves subjacentes, que também, por vezes se referem como "protocolos criptográficos". Por exemplo, o TLS emprega o que é conhecido como o Diffie-Hellman, o que embora seja apenas uma parte de TLS per se, Diffie - Hellman, pode ser visto como um protocolo criptográfico completo em si mesmo para outras aplicações.

## Protocolos de criptografia avançada
Uma ampla variedade de protocolos criptográficos excede os objetivos tradicionais de confidencialidade, integridade e autenticação para garantir também uma variedade de outras características desejadas de colaboração mediadas por computadores. A assinatura cega pode ser usada para o dinheiro digital e credenciais digitais para provar que uma pessoa tem um atributo ou direito, sem revelar a identidade da pessoa ou as identidades das partes que a pessoa está negociando. Seguro digital time-stamping pode ser usado para provar que os dados (mesmo confidenciais) existiam em um determinado momento. Computação multipartidária segura pode ser usada para computar respostas (como a determinação do maior lance em um leilão) com base em dados confidenciais (tais como ofertas privadas), de modo que quando o protocolo é concluído os usuários conhecem apenas a sua própria entrada e a resposta. A assinatura inegável inclui protocolos interativos que permitem que o signatário provenha a falsificação e limite quem possa verificar a assinatura. A Criptografia negável aumenta a criptografia padrão, fazendo com que seja impossível para um invasor comprovar matematicamente a existência de uma mensagem de texto. A Mistura digital dificulta o rastreio de comunicações.

## Exemplos
- Internet Key Exchange
- IPsec
- Kerberos
- Point to Point Protocol
- Transport Layer Security